# Алманах
Алманах (арап. ألمناخ [al-manākh]— астрономски календар),  првобитно календарске астрономске табле. У 15. веку алманаси си преносе са Оријента у Европу и допуњују корисним саветима, обавештењима о историјским догађајима, празницима, светковинама, вашарима и сл. Све до 18. века, је синоним за календар. Отада, алманах је збирка радова из одређених области, најчешће књижевних и уметничких, обично тематски груписаних.Алманах се обично издаје једном у години, или с времена на време, али не периодично као часописи. Издавач или уредник не стичу његовим објављивањем ауторско право над прилозима, већ њима и даље слободно располажу аутори.
Код Срба их почиње 1815. године Димитрије Давидовић Забавником, а наставља Вук Караџић Даницом 1826. Најпознатија поред ње била је Сербска пчела (1830−1841) Павла Стаматовића, а најдуже излазио и много читан Љубитељ просвештенија, настављен у Српско-далматинском магазину (1836−1869, 1897). У Босни фра Иван Јукић покренуо Босанског пријатеља (1850). Између два свјетска рата излазили су Братство (издавач Друштво светог Саве од 1887) и Годишњица Николе Чупића (од 1877) са популарним и научним садржајем. Већ тада замјењују алманах календари, који се труде да имају што обилатији садржај и нове и оригиналније прилоге. Послије Другог свјетског рата издавање алманаха је ријетко.
Познат по старини и прецизности био је Алманах Гота, који је излазио у Готи на француском и немачком језику од 1763. и доносио административне и статистичке податке о разним државама и генеалогије владарских и кнежевских породица. Послије Првог свјетског рата алманах је изгубио од свог значаја.

## Галерија
- Забавник Димитрија Давидовића (1816)
- Забавник Даница Вука Караџића (1826)
- Банатски алманах (1829)
- Србско-далматински алманах (1836)
- Сербска пчела (1837)
- Збирка разни полезни и забавни предмета (1847)
- Сремски забавник (1861)